# Cserhalmi csata
A cserhalmi csatában az Ozul vagy Oslu vezetése alatt betörő besenyőkkel Salamon király ütközött meg 1068-ban Kerlés mellett, az egykori Belső-Szolnok vármegye területén.

## Előzmények
1068-ban a besenyők úz segédcsapatokkal Ozul vezetésével betörtek Magyarország területére, végigpusztítva Erdély nagy részét, hatalmas zsákmányt ejtve. Mikor azonban ki akartak vonulni az országból, Salamon király, Géza és László hercegek az útjukat állták. A krónikák szerint Ozul először azt hitte, hogy könnyűszerrel legyőzheti a magyarokat, amikor azonban kémei jelentették, hogy a magyar sereg számbeli fölényben van, felhúzódott seregével a Kerlés mellett levő Cserhalom dombra.

## Csata
A magyarok három hadtestben rohanták meg a dombot, ahonnan a besenyők és az úzok erősen nyilaztak rájuk. A csata folyamán mind a három magyar vezér nagy hősiességről tett tanúbizonyságot. Anonymus szerint úgy "aprították a besenyők frissen beretvált fejeit, mint a nyers tököt". A menekülők közül egy besenyőt, aki egy magyar lányt akart elrabolni, Szent László párviadalban ölt meg. Vörösmarty Mihály a Cserhalom című eposzában költőileg dolgozta fel ezt az eseményt, melynek részletei hagyományon alapulnak. A dombon egykor a Bethlen grófok kastélya állt, a meredek sziklafalon az ütközetet is említő felirattal.
A csatában a magyarok tönkre verték a besenyő sereget és kiszabadították az összes foglyot.

## A leányrabló besenyő motívuma

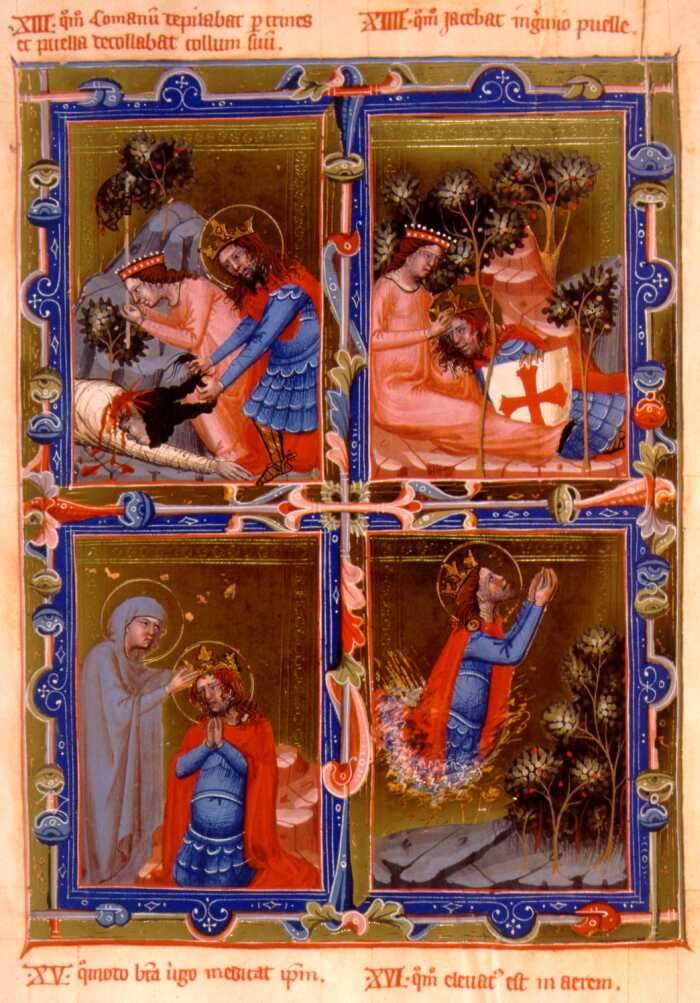
A legenda a Magyar Anjou-legendáriumban

A magyar lovagkorra I. László életéből a cserhalmi csata jelenetei gyakoroltak legmélyebb hatást. Ezekről énekeltek a hegedűsök s a képzőművészet többféleképp megörökítette. Számos középkori székely templom falán is megtaláljuk megfestve ezt a legendát. A Magyar Anjou-legendáriumban is megörökítették. Aquila János 1383-86. között freskóban részletezte a cserhalmi ütközet epizódjait a Zala vármegyei bántornyai (azelőtt turnisai) templom északi falán. Hasonló freskók vannak Zsigrán (Szepes vármegye), Gelencén (Háromszék) és több más székely templomban, Marosvásárhelyt, Székelyderzsen, Szebenben stb.
Linas egy Dél-Oroszországban lelt s a szentpétervári Ermitázs birtokában levő áttört arany lap rajzát közli, melyet valamely a pártusok életéből vett legendás jelenetnek sejt, valójában a cserhalmi ütközetnek azt a jelenetét ábrázolja, midőn László a besenyő legyőzése után egy fa alatt a leány ölébe dőlve elalszik.
Az ütközet röviden megjelenik a Sacra Corona című, 2001-ben bemutatott történelmi játékfilmjében is.